# Linde Prelog
Linde Prelog (* 25. August 1949 in Hartberg, Steiermark) ist eine österreichische Schauspielerin, Autorin, Liedermacherin, Sängerin und Kabarettistin.

## Leben
Linde Prelog absolvierte eine Schauspielausbildung an der Hochschule für Musik und darstellende Kunst in Graz. Anschließend war sie Mitbegründerin der freien Theatergruppe „Kukuruz“ in Graz.
Sie spielte in zahlreichen Theater-Produktionen, u. a. im Theater in der Josefstadt, im Theater Drachengasse, im Wiener Volkstheater, im Theater der Jugend und von 1998 bis 2001 im Stadttheater Bozen.
Darüber hinaus wirkte sie in zahlreichen TV- und Kinofilm-Produktionen mit, u. a. in der Alpensaga (1976–1979) von Peter Turrini und Wilhelm Pevny, im TV-Fünfteiler Lebenslinien (1984/1987) von Käthe Kratz, in Atemnot (1985), in Indien (1993) von Paul Harather, im Kaisermühlen Blues (1998) in Revanche von Götz Spielmann und 2008 im Kinofilm Lourdes von Jessica Hausner. 2016 trat sie auch im Kinofilm Die Nacht der 1000 Stunden von Virgil Widrich auf.
1980 brachte sie ihre LP „Umständ Zuaständ Aufständ“ (Extraplatte) mit eigenen Liedern (Arrangements von Uli Scherer) heraus.
Als Kabarettistin debütierte Linde Prelog 1985 bei Vorlaute Emmis (Theater in der Drachengasse). Als Mitglied des Frauenkabarett-Ensembles Menubeln wirkte sie beim ersten Programm „Jetzt erst recht“ (1987) mit. Danach gestaltete sie Soloprogramme mit Musik und eigenen Texten. Ihr Abend „An den Langen Lüsten“ wurde 1996 im Theater Drachengasse auf CD mitgeschnitten. Aus der Zusammenarbeit mit vier Cellistinnen entstanden „Schüttelsprach mit Saitenhieb“ und  „SaTierisches mit Saitenzunder“. Ihre Texte zum Weihnachtsprogramm „Happy Adventness“ wurden gemeinsam mit der Cellistin Margarethe Herbert und der Hackbrettspielerin Franziska Fleischanderl vier Jahre im Theater Drachengasse auf die Bühne gebracht. Die CD Happy Adventness erschien 2013.
Als Theater-Autorin debütierte Prelog 1996 am Theater Drachengasse mit dem Stück „Bruchstücke. Paarweise“. 2006 erschien ihr Gedichtband gelinde gesagt – Balladeske Märchen. 2016 schrieb sie im Fotoband „Wiener Mischung“ (Verlag Anton Pustet) einige Texte zu den Fotos von Peter Reichert.
Linde Prelog ist mit dem Schweizer Fotografen Peter Reichert verheiratet und lebt mit ihm in Wien.

## Filmografie (Auswahl)
- 2006: Feine Dame (Fernsehfilm)
- 2007: Muttis Liebling (Fernsehfilm)
- 2009: Lourdes
- 2024: Landkrimi – Bis in die Seele ist mir kalt (Fernsehreihe)
- 2024: Trost und Rath – Tanz mit dem Teufel (Fernsehreihe)
- 2024: Kopftuchmafia – Ein Stinatz-Krimi (Fernsehreihe)
- 2025: Uhudler-Verschwörung – Ein Stinatz-Krimi (Fernsehreihe)
- 2025: Welcome Home Baby

## Auszeichnungen
- 2009: Nacht der schlechten Texte Villach – Erster Preis für "Reformpolitik
- 2023: Deutscher Fernsehpreis – Nominierung als beste Nebendarstellerin in Der Pass
- 2024: Deutsches Fernsehkrimi-Festival – Sonderpreis Beste Darstellerin für Bis in die Seele ist mir kalt[4][5]